# Camille Pelletan

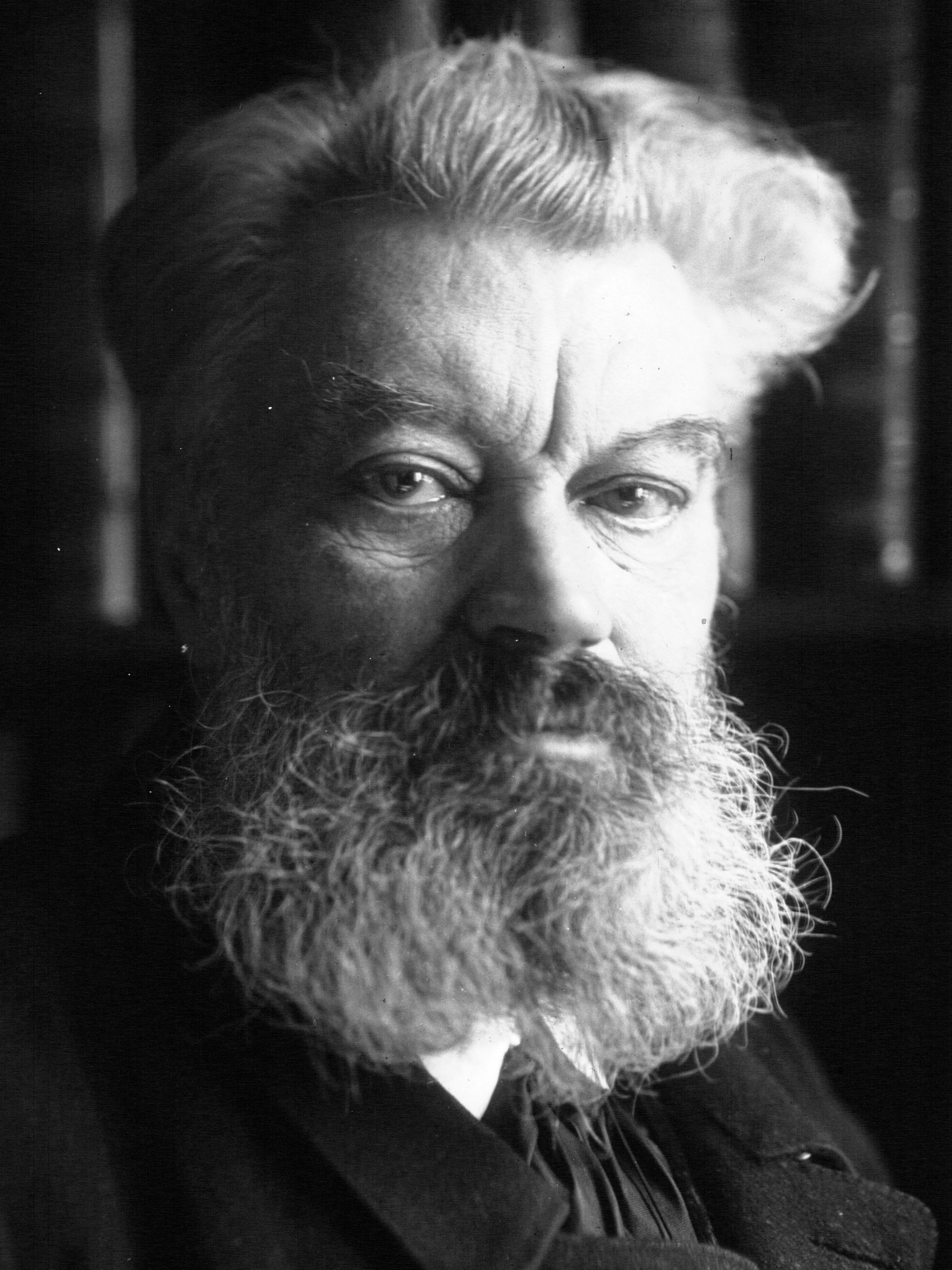
Camille Pelletan (1914).

Charles Camille Pelletan (* 23. Juni 1846 in Paris; † 4. Juni 1915 ebenda) war ein französischer Historiker, Journalist und Politiker, der unter anderem zwischen 1881 und 1912 Mitglied der Abgeordnetenkammer (Chambre des députés) sowie zwischen 1902 und 1905 Marineminister im Kabinett Combes war. Darüber hinaus war er zwischen 1906 und 1907 Präsident der Radikalen Partei (Parti républicain, radical et radical-socialiste) sowie von 1912 bis zu seinem Tode 1915 Mitglied des Senats (Sénat). Ihm zu Ehren wurde die 1934 gegründete Radikal-Sozialistische Partei PRS-CP (Parti radical-socialiste Camille Pelletan) benannt, eine linksliberale Kleinpartei in den letzten Jahren der französischen Dritten Republik.

## Leben

### Herkunft, Studien und Journalist

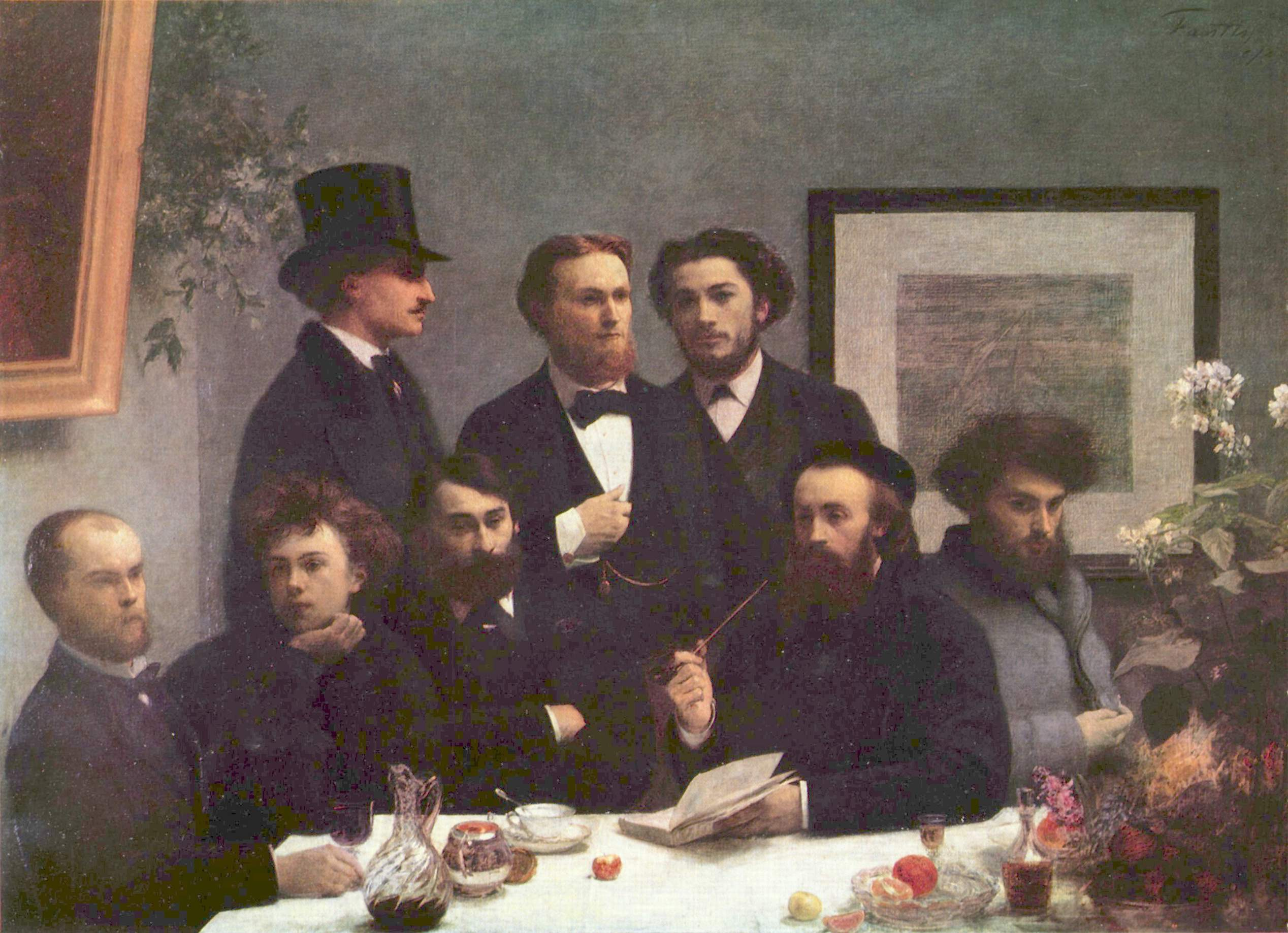
Camille Pelletan (rechts) mit Paul Verlaine, Arthur Rimbaud, Léon Valade, Ernest d’Hervilly, Elzéar Bonnier-Ortolan, Émile Blémont und Jean Aicard auf dem Gemälde Coin de table von Henri Fantin-Latour (1872).

Charles Camille Pelletan war der Sohn des Politikers Eugène Pelletan (1813–1884), der ebenfalls Abgeordneter sowie zuletzt von 1876 bis 1884 Senator war, sowie der ältere Bruder des Wissenschaftlers André Pelletan (1848–1909). Er selbst absolvierte nach dem Besuch des renommierten Lycée Louis-le-Grand ein Studium der Rechtswissenschaften, das er mit einem Lizenziat beendete. Ein weiteres Studium im Fach Archivwesen und Paläografie an der École nationale des chartes, der Nationalen Hochschule für Urkundenforschung, schloss er 1869 mit einer Arbeit über Form und Zusammensetzung des Chanson de geste mit einem Diplôme d’archiviste paléographe ab. Im Anschluss war er als politischer Journalist tätig und verfasste Artikel für Zeitungen und Zeitschriften wie La Tribune, La Réforme, La Renaissance oder Le Rappel.
Anlässlich der Einweihung des Suezkanals am 17. November 1869 schickte er aus Ägypten eine sehr bemerkenswerte Korrespondenz und verfasste heftige Kritiken gegen das Zweite Kaiserreich, die ihm strafrechtliche Verfolgung und eine einmonatige Haftstrafe einbrachten. Während des Deutsch-Französischen Krieges von 1870 bis 1871 arbeitete er als Kriegsberichterstatter für Le Rappel. 1871 schloss er sich nicht der Pariser Kommune an, war aber auch kein Unterstützer der Politik der Regierung in Versailles. In den folgenden Jahren wurde er vor allem durch die von ihm herausgegebenen Physiognomien der Sitzungen der Nationalversammlung bekannt, die er regelmäßig während der gesamten Legislaturperiode anfertigte, und in denen er echtes malerisches Talent zeigte. Er gehörte zu den Gästen des Salons von Nina de Callias, den auch die Schriftsteller Edmond Bazire, Auguste de Villiers de L’Isle-Adam, Léon Dierx, Germain Nouveau, Maurice Talmeyr, Henri Rochefort, Raoul Ponchon, Anatole France, Léon Valade, Jean Richepin, Paul Verlaine, Charles Leconte de Lisle, Maurice Rollinat und Stéphane Mallarmé, aber auch die Musiker Ernest Cabaner und François Coppée sowie die die Maler Jean-Louis Forain, Édouard Manet, Franc-Lamy und Marcellin Desboutin besuchten.

### Abgeordneter

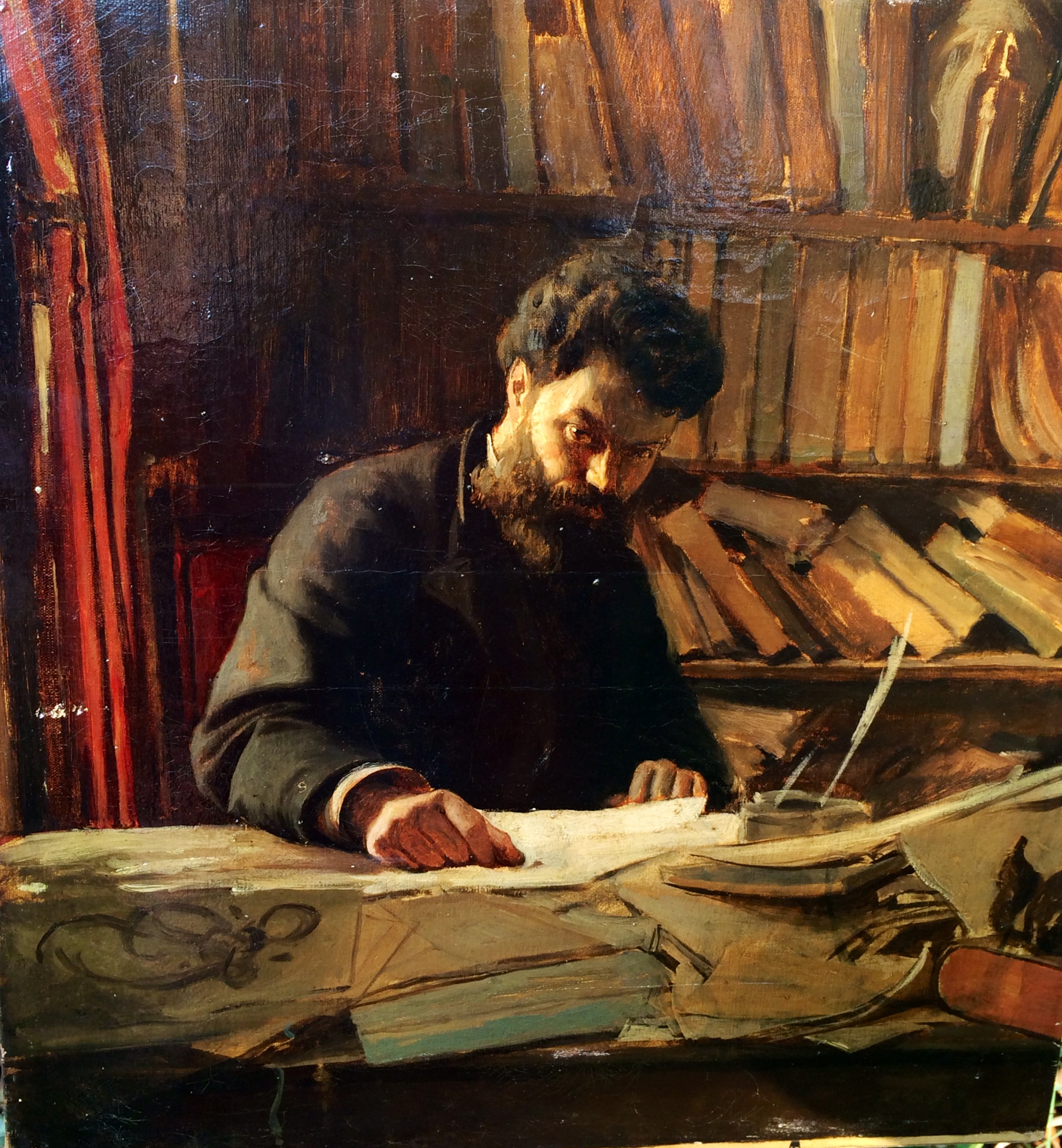
Camille Pelletan (Gemälde von Louis Welden Hawkins, um 1880).

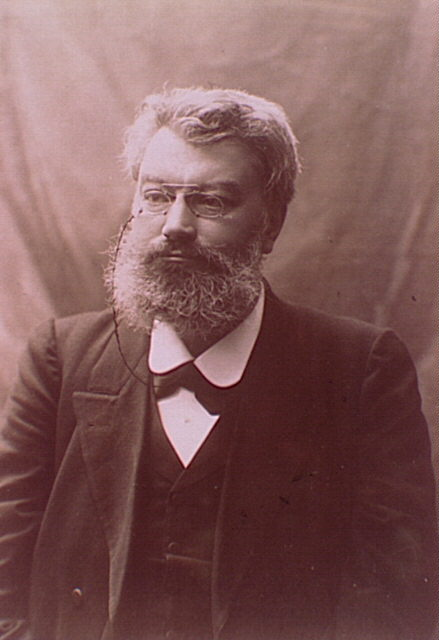
Camille Pelletan (um 1900).

Bei den Wahlen vom 22. Juni 1879 war Pelletan Kandidat der Republikaner für die Nationalversammlung für den 1876 abgeschafften und nunmehr wieder eingeführten Sitz für Französisch-Guayana, unterlag aber mit 849 Stimmen dem sozialistischen Kandidaten Gustave Franconie. Im Januar 1880 wurde er Chefredakteur der kurz zuvor von Georges Clemenceau gegründeten Zeitschrift La Justice und forderte nachdrücklich eine vollständige Amnestie zugunsten der Verurteilten der Pariser Kommune. Er veranlasste die Veröffentlichung einer umfangreichen Serie von Artikeln über die Unterdrückung vom Mai 1871, die von ihm 1880 in einem Band mit dem Titel La Semaine de mai (Die Maiwoche) zusammengestellt wurden. Bei den Wahlen am 21. August 1881 wurde er im ersten Wahlgang mit einem linksextremen Programm im 1. Wahlkreis des 10. Pariser Arrondissements, des sogenannten Entrepôt, mit 5.918 Stimmen gewählt und erreicht damit 52,9 Prozent der 11.190 Wählerstimmen. Vierzehn Tage später erhielt er am 14. September 1881 im zweiten Wahlgang im 2. Wahlkreis von Aix-en-Provence mit 3.517 eine knappe Mehrheit von seinen Mitbewerbern Fournier (3.456 Stimmen) und Labadié (2.484 Stimmen). Er entschied sich dafür, den Wahlkreis im Département Bouches-du-Rhône als Mitglied der Abgeordnetenkammer (Chambre des députés) anzunehmen und schloss sich der von Clemenceau geführten Fraktion der Extremlinken (Extrême gauche) an. In der Folgezeit war er Gegner der Kabinette Gambetta, Freycinet und Ferry und forderte 1882 die vollständige Abschaffung des Ausländerausweisungsrechts. Im Mai 1883 schlug er in der Diskussion über die Justizreform einen zusätzlichen Artikel vor, der den Kassationshof (Cour de cassation) auf die vorübergehende Aussetzung der Amtszeit ausweitete. Dieser Artikel wurde jedoch mit 207 gegen 194 Stimmen abgelehnt. Im Februar 1884 kritisierte er einen Gesetzestext über Straßendemonstrationen, der von Innenminister Pierre Waldeck-Rousseau vorgelegt wurde. Im April 1885 reichte er zusammen mit Clovis Hugues einen Vorschlag für eine Amnestie zugunsten politischer Gefangener ein, den die Abgeordnetenkammer allerdings ablehnte.
Bei den darauf folgenden Wahlen wurde Camille Pelletan am 4. Oktober 1885 auf der Liste der Radikalen Linke (Gauche radicale) im Département Bouches-du-Rhône wieder zum Mitglied der Abgeordnetenkammer gewählt und erreichte dabei den vierten von acht zu vergebenden Parlamentssitzen mit einem persönlichen Stimmenanteil von 55.278 der 93.278 abgegebenen Stimmen. Als Mitglied der Untersuchungskommission zur Tonkin-Kampagne legte er einen beachtlichen Bericht vor, in dem er detailliert die möglichen Folgen einer totalen Besetzung untersuchte: Krieg mit dem Kaiserreich China, Unruhen in Annam, andauernde Aufstände in Tonkin. Er behauptete, Tonkin böte Frankreich keinen ernsthaften kommerziellen Vorteil, und erklärte abschließend die Annexion und das Protektorat für gleich fatal und schlug einfach die Abstimmung über einen Provisionskredit für den Unterhalt der Truppen vor. Er verteidigte die Schlussfolgerungen seines Berichts gegen Premierminister Henri Brisson, Kriegsminister Jean-Baptiste Campenon, den Bischof von Angers Charles-Émile Freppel sowie Politiker wie Paul Bert, Arthur Ballue und Jean Casimir-Perier. Tatsächlich wurde die Kriegskredite nur mit knapper Mehrheit beschlossen, wobei sich das Kabinett Brisson vor dieser Abstimmung zurückgezogen hatte. Er reichte mit anderen Abgeordneten der extremen Linken als Reaktion auf die Boulangisten-Angriffe einen neuen Vorschlag zur Revision der Verfassungsgesetze ein. Nachdem die Dringlichkeit mit 268 gegen 237 Stimmen ausgesprochen worden war, wurde das erste Kabinett Tirard gestürzt, während er das darauf folgende Kabinett Floquet unterstützte. Pelletan unterstützte zudem unter Beibehaltung seiner politischen Unabhängigkeit den Kampf der Regierung gegen den Boulangismus.
Pelletan wurde bei den Wahlen 1889 im zweiten Wahlgang im 2. Wahlkreis von Aix-en-Provence wieder zum Mitglied der Abgeordnetenkammer gewählt und konnte sich dieses Mal mit 6.106 Stimmen gegen den Boulangisten Nicolas Hornbostel durchsetzen, auf den 2.358 Stimmen entfielen. Er wurde als Kandidat der Radikalen Republikaner (Républicain radical) auch bei den Wahlen am 20. August 1893 wiedergewählt, wobei er dieses Mal mit 4.160 Stimmen den Gegenkandidaten Tuaire schlug, der 2.675 Stimmen erhielt. Bei den Wahlen am 8. Mai 1898 wurde er wieder für die Radikalrepublikaner zum Mitglied der Abgeordnetenkammer für das Département Bouches-du-Rhône gewählt. Er bekam 6.360 Wählerstimmen und lag damit vor dem Republikaner Anastay (4.882 Stimmen) und dem Sozialisten Tressaud (733 Stimmen). Seine politischen Interessen in der folgenden fünften, sechsten und siebten Legislaturperiode waren mit Steuern, Zölle, Kolonien, Eisenbahnen, Kanäle, Sparkassen, Kirchen- und Staatsbeziehungen sehr umfangreich.

### Marineminister

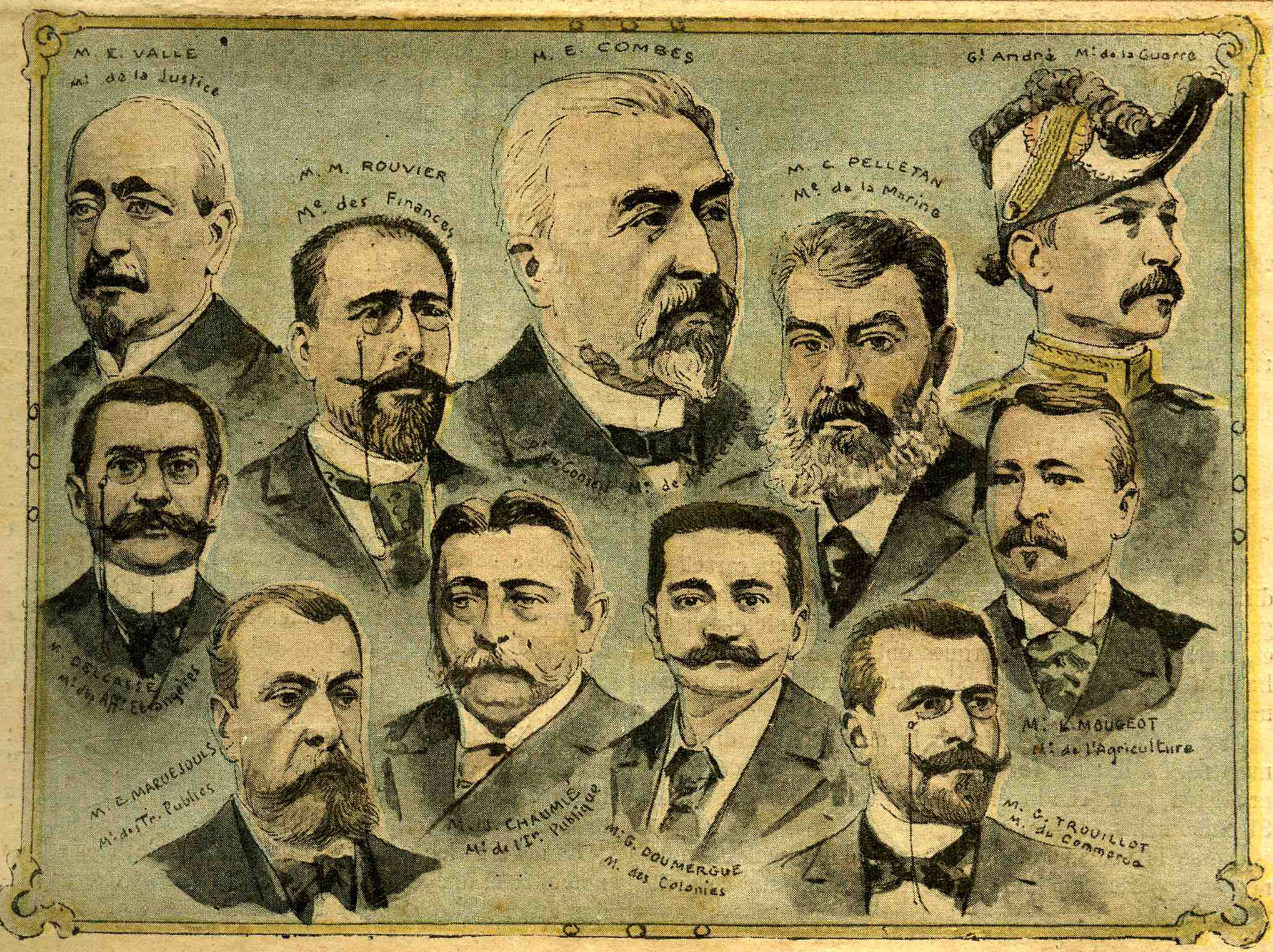
Das Kabinett Combes (1902)

Camille Pelletan wurde als Kandidat der Radikalsozialisten (Radical-socialiste) bei den Wahlen am 27. April 1902 erneut zum Mitglied der Abgeordnetenkammer gewählt und erhielt mit 7.371 Stimmen 87,2 Prozent der 8.456 Wählerstimmen. Daraufhin wurde er am 7. Juni 1902 als Minister für öffentliche Arbeiten (Ministre de la Marine) in das Kabinett Combes berufen und bekleidete dieses Amt bis zum 24. Januar 1905.
Im Marineministerium in der Rue Royal zeigte er eine ausgesprochene Feindseligkeit gegenüber großen Schiffen und ein starkes Misstrauen gegenüber der Admiralität. Daher gab er sofort nach seiner Einsetzung den Befehl, die Durchführung des Marineprogramms auszusetzen, über das sein Vorgänger Jean-Marie de Lanessan das Parlament abstimmen ließ. Sein Programm umfasste schnelle Schiffe, Flottillen, Stützpunkte, Küstenverteidigungsanlagen, Entwicklung der U-Boote, Verminderung der Zahl der Besatzungsmitglieder eines Schiffes, Schwächung der Position der Seeoffiziere. Er hinterließ eine Marine in Auflösung und einen Wirrwarr an Bootstypen. So ging der Bau von Schlachtschiffen (Einheitslinienschiff) auch nach der Jahrhundertwende weiter. Er war der extremsten Verfechter der sogenannten Jeune École, einer Fraktion vornehmlich jüngerer Offiziere innerhalb der französischen Marine im ausgehenden 19. Jahrhundert, die gegen althergebrachte Vorstellungen über Flottenrüstung opponierten.
Am 26. Oktober 1901 erfolgte der Stapellauf des Panzerkreuzers Léon Gambetta, der 1903 ausgeliefert wurde. Die Panzerkreuzer erhielten auf seinen Wunsch die Namen republikanischer Politiker, Philosophen und Historiker wie Waldeck-Rousseau, Jules Michelet, Ernest Renan und Edgar Quinet. Diese Maßnahme zielte auf die als royalistisch geltenden Offiziere der französischen Marine (die damals auch als „La Royale“ bezeichnet wurde). In Pelletans Amtszeit wurden aus dem gleichen Grund auch sechs Schlachtschiffe nach republikanischen Werten benannt: die République, Patrie, Démocratie, Justice, Liberté und Vérité. Als Marineminister interessierte er sich zudem für das von Claude Goubet entwickelte U-Boot Goubet II. Er plante zwar den Bau einer weiterentwickelten Goubet II, geriet jedoch politisch unter Druck und musste davon Abstand nehmen. Inzwischen war Claude Goubet zahlungsunfähig geworden und verkaufte deshalb seine U-Boot-Patente an die British Submarine Boat Company. Am 12. September 1902 wurde die Goubet II zwangsversteigert.
Nach seinem Scheitern als Marineminister und nach den Lehren aus der Seeschlacht bei Tsushima im Mai 1905 löste sich die Jeune École auf. Ihr Sprachrohr, die „Marine francaise“, stellte ihr Erscheinen im Juli 1914, kurz vor Ausbruch des Ersten Weltkrieges, ein. Die Unzufriedenheit mit seiner Amtsführung lässt sich auch an einem weiteren Merkmal ablesen: In seiner Amtszeit traten die Arbeiter der Arsenale zum ersten Mal in den Streik, und kurz danach hatte er ihnen den Acht-Stunden-Tag gewährt, den diese so lange gefordert hatten.

Karikaturen von Camille Pelletan, 1904
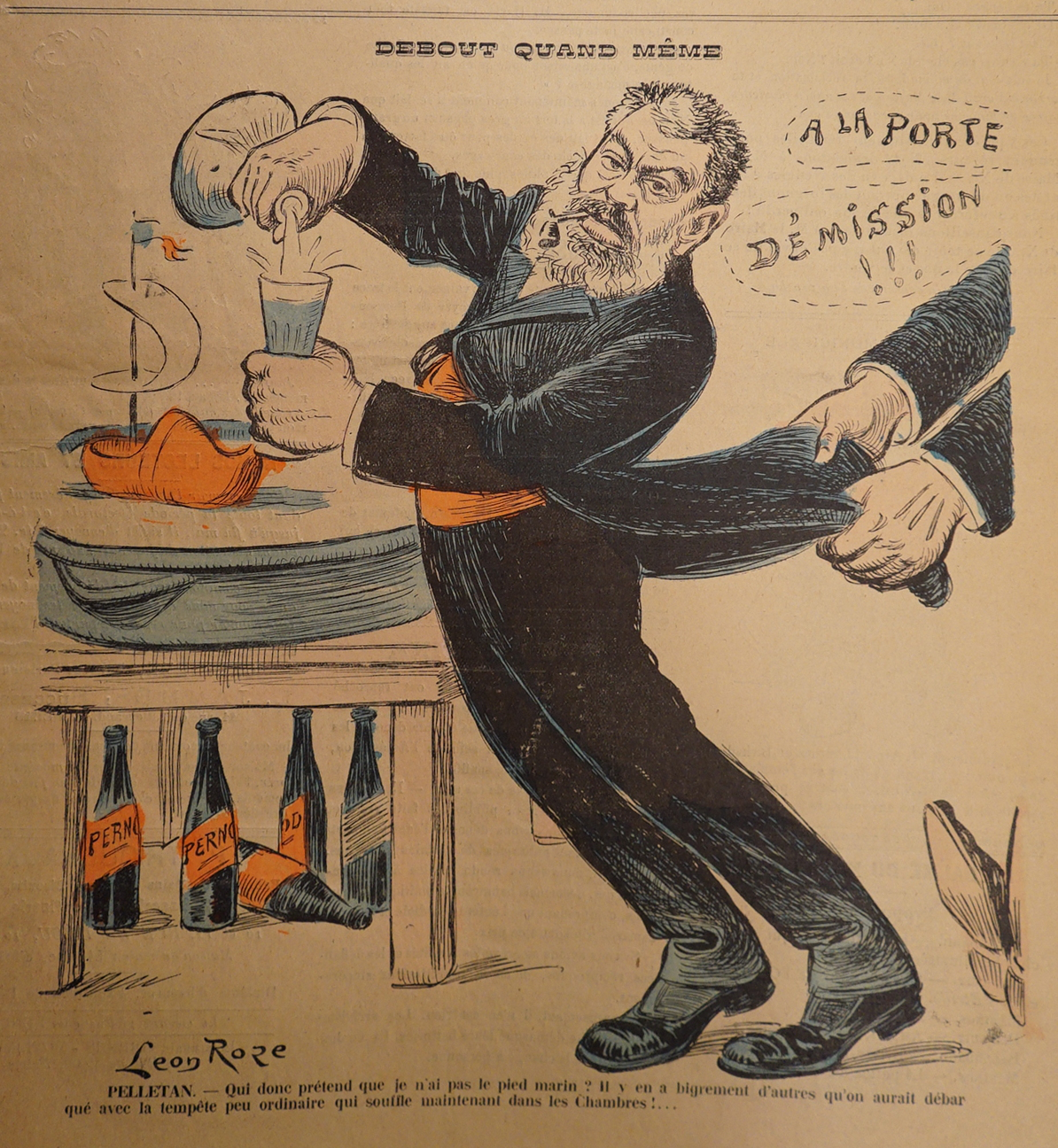
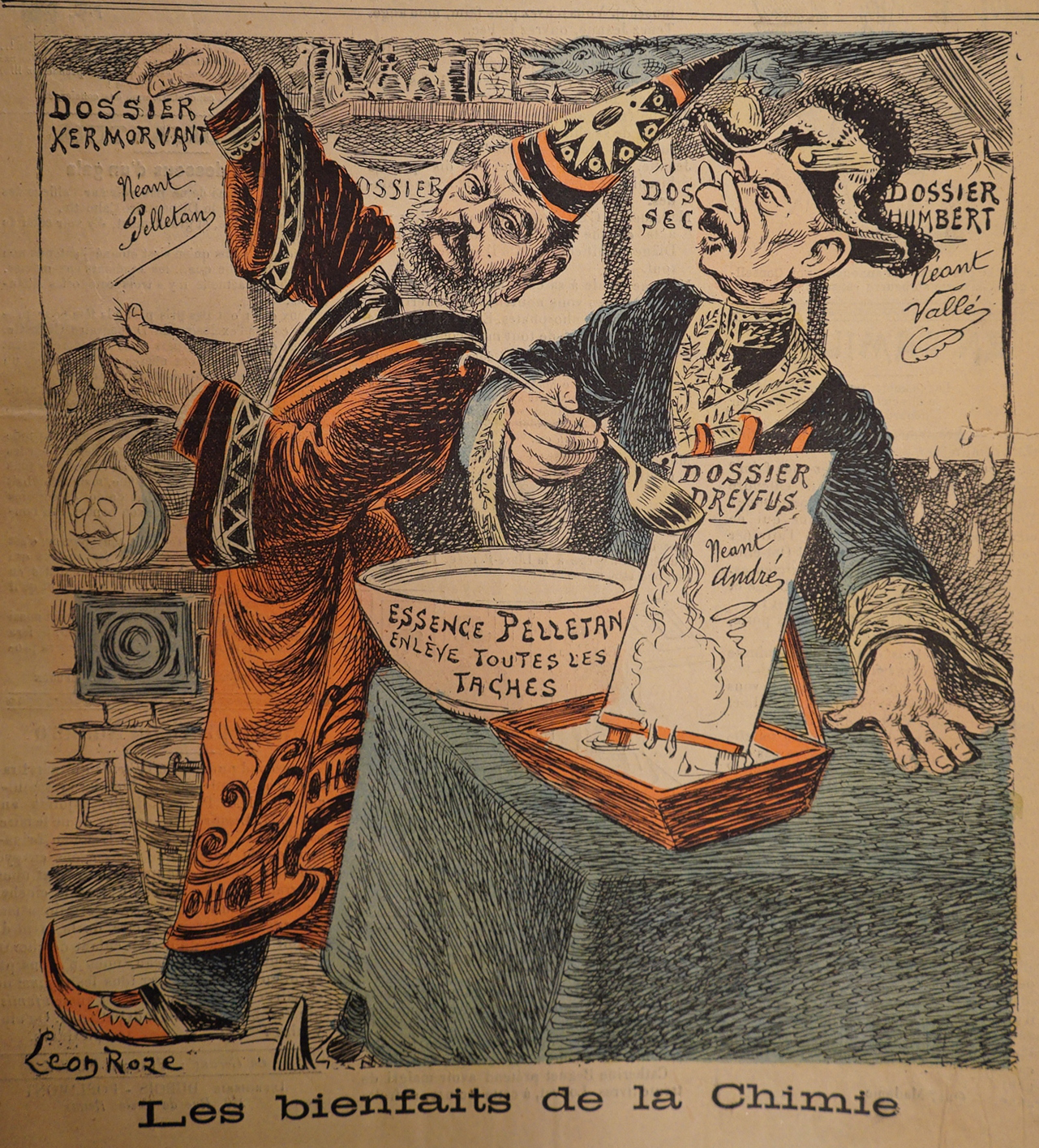
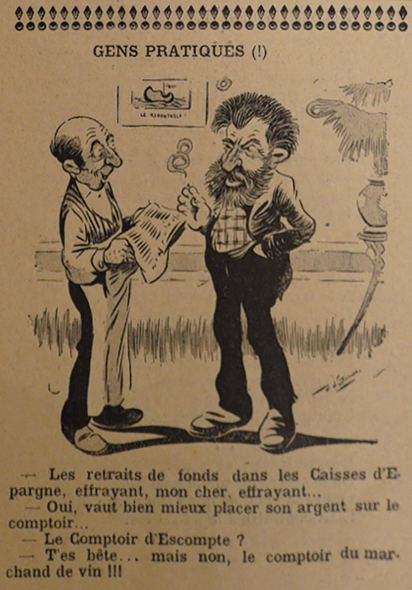

### Wiederwahlen zum Abgeordneten, Parteivorsitzender und Senator

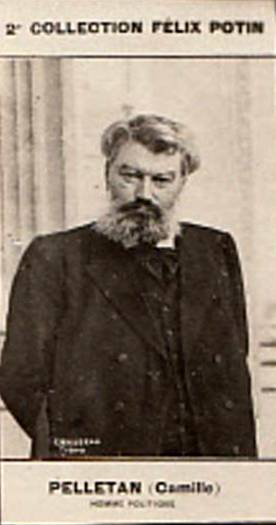
Camille Pelletan in seinen letzten Jahren als Mitglied der Abgeordnetenkammer.

Bei den Wahlen am 6. Mai 1906 wurde Camille Pelletan für die Radikal-Sozialistische Linke (Gauche radicale-socialiste) für das Département Bouches-du-Rhône wieder zum Mitglied der Abgeordnetenkammer gewählt und erhielt mit 7.452 Stimmen 57,5 Prozent der 12.955 abgegebenen Stimmen. Als Nachfolger des bisherigen Premierministers Émile Combes übernahm er 1906 die Funktion als Präsident der Republikanischen, Radikalen und Radikal-Sozialistischen Partei PRRRS (Parti républicain, radical et radical-socialiste) und hatte diese bis 1907 inne, woraufhin Auguste Delpech seine Nachfolge antrat. Er war in der Folgezeit einer der Führer der Radikalsozialistischen Partei in der Abgeordnetenkammer und regelmäßig Leiter der Kongresse der Partei. Daneben spielte er eine wichtige Rolle in verschiedenen führenden Ausschüssen, insbesondere im Haushaltsausschuss (Commission du budget), im Ausschuss für Steuergesetzgebung (Commission de la législation fiscale), dessen Vorsitzender er seit 1910 war, sowie im Ausschuss für das allgemeine Wahlrecht (Commission du suffrage universel), dessen Vizepräsident er war. Bei den Wahlen am 24. April 1910 erreichte 6.197 Stimmen und damit 50,6 Prozent der 12.255 abgegebenen Stimmen.
Nachdem Geoffroy Velten auf sein Senatsmandat verzichtet hatte, wurde Camille Pelletan am 7. Januar 1912 im zweiten Wahlgang mit 230 Stimmen (52,4 Prozent) der 439 Wahlmänner zu dessen Nachfolger als Mitglied des Senats (Sénat) für das Département Bouches-du-Rhône gewählt. Im Palais du Luxembourg, dem Sitz des Senats, schloss er sich der Fraktion der Demokratischen Linken (Groupe de la gauche démocratique) an. Dort war seine Rolle in der Opposition merklich zurückhaltender als im Palais Bourbon, dem Sitz der Abgeordnetenkammer. Zuletzt bekleidete er noch die Funktion des Ehrenvorsitzenden der Radikalen Partei. Dem Senat gehörte er bis zu seinem Tode am 4. Juni 1915 an.
Nach ihm wurde die Bahía Pelletan benannt, eine Nebenbucht der Flandernbucht an der Danco-Küste des Grahamlands auf der Antarktischen Halbinsel, sowie die Pelletan Point, eine lange und schmale Landspitze an der Danco-Küste des Grahamlands auf der Antarktischen Halbinsel. Ihm zu Ehren wurde ferner die 1934 gegründete Radikal-Sozialistische Partei PRS-CP (Parti radical-socialiste Camille Pelletan) benannt, eine linksliberale Kleinpartei in den letzten Jahren der französischen Dritten Republik.

## Veröffentlichungen
- Le théâtre de Versailles. L’Assemblée au jour le jour du 24 mai 1873 au 25 février 1875, Paris, E. Dentu, 1875
- La semaine de mai, Paris, M. Dreyfous, 1880, (Nachdruck, New York, AMS Press, 1976)
- Georges Clémenceau, Paris, A. Quantin, 1883
- Banque de France, Mitautoren Alexandre Millerand und Édouard Demarchy, Paris, A. Savine, 1896

## Hintergrundliteratur
- Georges Touroude: Deux républicains de progrès: Eugène et Camille Pelletan, Paris, L’Harmattan, Editions du Pavillon, 1995
- Paul Baquiast: Législatives 1906, une campagne électorale à la belle époque. Correspondance électorale du candidat Camille Pelletan et de son épouse, avril–mai 1906, Paris, L’Harmattan, c2009